# Tal Segev

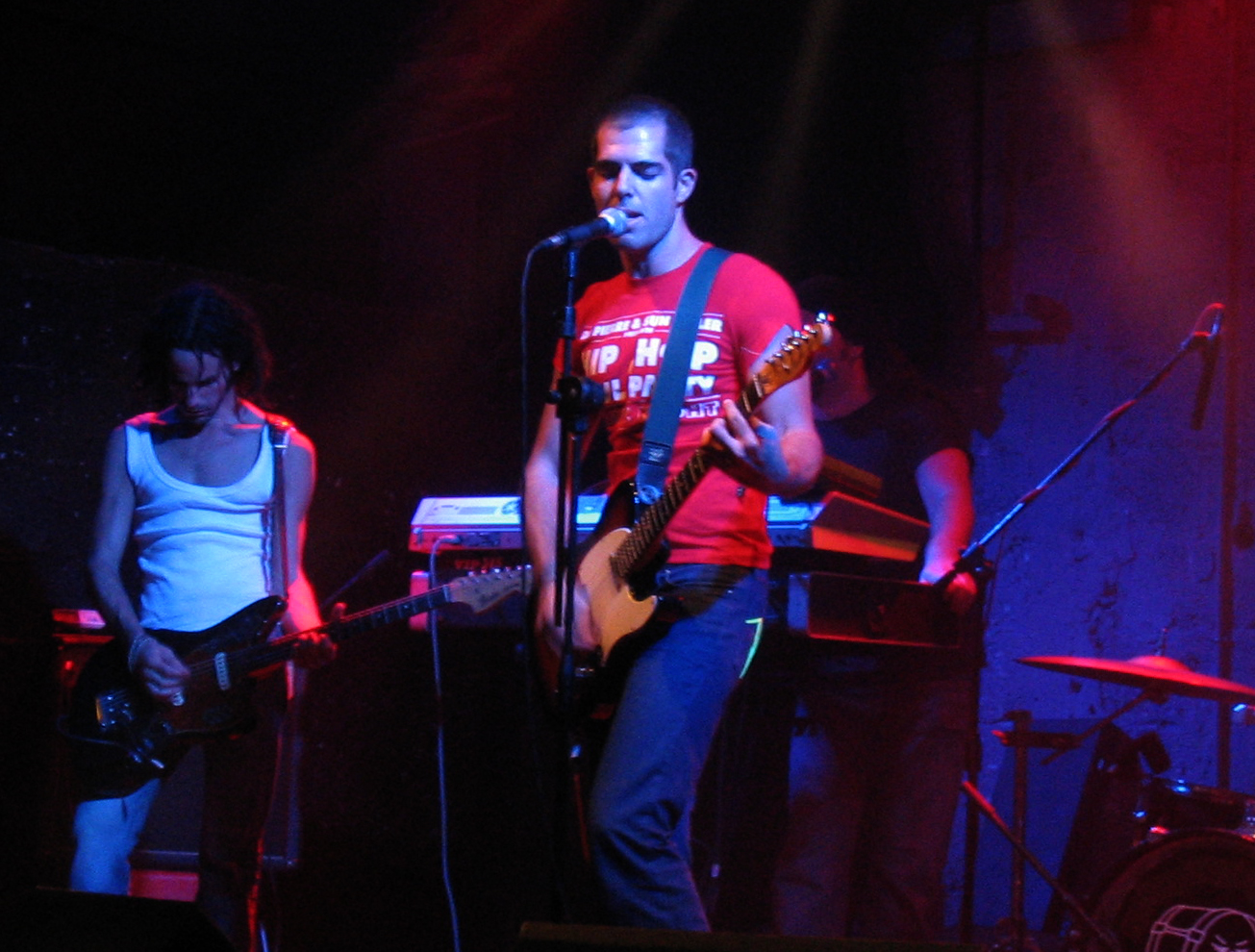
Tal Segev (2003)

Tal Segev hebräisch טל שגב (* 18. Juli 1973 in Cholon) ist ein israelischer Singer-Songwriter, Sänger, Komponist und Musikproduzent. 

## Werdegang
Bei den „Israeli annual Hebrew song chart“ in den Radiokanälen Reshet Gimmel und Galgalatz im Jahr 2001 wurde Tal Segev ausgezeichnet. So erhielt Segev bei der israelischen Version von Deutschland sucht den Superstar im Alter von 28 Jahren die Auszeichnung „Taglit HaSchana“, „Entdeckung des Jahres“. Segevs Song Yom acharon יום אחרון, “The last day” wurde bekannt, als der Song von Ran Danker im Jahre 2004 in dem Hit Musical HaShir Shelanu „Unser Lied“ für die israelische Schauspielerin Ania Bukstein gesungen wurde und den Titel dieser Folge bildete.

## Veröffentlichungen

### 2001
Im August 2001 gab Tal Segev sein erstes Album E-Sheket (deutsch:I-Schäkät) אי שקט, “Restless/Unruhe” heraus. Darauf befinden sich die Songs Anashim אנשים, “People/Leute”, Yamim Beynoniyim ימים בינוניים, “Days in medium” / „mittelmäßige Tage“ und Shir Holoni שיר חולוני, „krankes Lied“.

### 2002
Im Jahre 2002 wurde das Album Tzima'on צימאון, “Thirst” – das Shlomo Artzi שלמה ארצי-הֶרְצִיג geschrieben hatte – von Tal Segev komponiert und herausgegeben. Die auf dem Album befindlichen Songs Lehatzil otach להציל אותך “I Would Have Come to Save You” und Kol Echad vehaSipur Shelo כל אחד והסיפור שלו, “Everybody has a story” wurden von Tal Segev geschrieben.
Am Ende des Jahres 2002 gab Segev sein zweites Album Al Ha Birkaim על הברכיים, “On knees” heraus. Die gleichnamige Single wurde zusammen mit Eran Weitz ערן ויץ herausgegeben und war eine der meistverkauften Singles. Eine andere Single war Dvarim Ktanim דברים קטנים “little things”.

### 2003
2003 arbeitete er am Album haRega haNacon הרגע הנכון “The Right Moment”, das von Kobi Recht stammt.
Ebenso arbeitete er am Album lihiot zalul להיות צלול “to be clear”, das die Band Triangle veröffentlichte.

### 2004
2004 gab Segev sein drittes Album Anahnu אנחנו heraus.

### 2005
2005 schrieb Segev den Song Tirkedi תרקדי “dance” zum Album Metziut Acheret מציאות אחרת “another reality”, das von Eyal Golan herausgegeben wurde.
Tal Segev schrieb den Song Gavo'a גבוה “Distance”, der von Sharona Nastovich שרונה נסטוביץ' gesungen wurde.

### 2006
2006 kamen Singles heraus, auf denen Tal Segev die Songs geschrieben und gesungen hatte: Die erste Single war „Nizkarti bach“ נזכרתי בך “I remember you”. Danach kamen die Singles Eten Lach et hakol אתן לך את הכל “I will give you all”, Yom acharon יום אחרון “The last day ”, Hachi Yafa הכי יפה “The Most Beautiful”, Rak od daka רק עוד דקה “Only minute” mit Arik Sinai אריק סיני und Ma nischar li מה נשאר לי “What left for me” mit Mosch Ben-Ari מוש בן ארי heraus.
2006 schloss sich Segev dem Musiker Ya'akov Laame'i יעקב למאי an. Sie traten zusammen als Do sul דו-סול auf.
Ihre erste Arbeit war die Aufnahme des Albums von Sarit Chadad Ze Sheshomer Alay זה ששומר עליי “Whom Who Guards Me/Demjenigen, der mich beschützt”. Verschiedene Singles des Albums wurden von der Gruppe Do sul דו-סול, bestehend aus Tal Segev und Ya'akov Laame'i יעקב למאי, geschrieben und herausgegeben. Die Single Noset Tfila נושאת תפילה “She is delivering a prayer/sie hält ein Gebet” wurde von Sarid Chadad und Tal Segev zusammen geschrieben.
Ebenso schrieb die Gruppe Do sul דו-סול für Eyal Golan אייל גולן und dessen Album Bishvilekh Notzarti בשבילך נוצרתי “I was created for you” die Single Ahavat khayay אהבת חיי “Love of My Life” / „Liebe meines Lebens“, die später von Boaz Mauda beim Kochav Nolad 5 (2007) gesungen wurde.

### 2007
2007 ließ Segev sein drittes Album Jom aharaon יום אחרון “the last day” erscheinen. gefolgt von der Single Jakav יעקב “Jakav”.

### 2009
2009 kam das Album von Sarit Chadad Merotz ha-Hayyim מרוץ החיים “The Race of the Life” heraus, dabei schrieb Tal Segev mehrere Songs dieses Albums. Im selben Jahr brachte Sagav die Singles kemo meshuga'im כמו משוגעים “Like Mad” und America b'Toch Tel Aviv אמריקה בתוך תל אביב “America in Tel Aviv” heraus.

## Diskografie

### Alben
- 2001: אישקט
- 2002: על הברכיים
- 2004: אנחנו
- 2007: יום אחרון
- 2015: דף חדש
- 2023: 8

### Singles (Auswahl)
- 2002: להציל אותך (mit Shlomo Artzi)
- 2002: כל אחד והסיפור שלו (mit Shlomo Artzi)
- 2003: שיר המכולת (mit HaPijamot)